# Центральные державы
Центра́льные держа́вы (Четверно́й сою́з) (нем. Mittelmächte, венг. Központi hatalmak, тур. İttifak Devletleri, болг. Централни сили) — военно-политический блок европейских государств, противостоявших державам «дружественного соглашения» (Антанте) в Первой мировой войне 1914—1918 гг. Название союза было обусловлено тем, что страны-основатели — Германская империя и Австро-Венгрия — располагались в центре Европы.

## Предыстория
Предшественником блока Центральных держав был Тройственный союз, образовавшийся в 1879−1882 годах в результате соглашений, заключённых между Германией, Австро-Венгрией и Италией. По договору эти страны обязывались оказывать друг другу поддержку в случае войны, в первую очередь, с Францией. В дальнейшем, однако, Италия взяла курс на сближение с Францией. В начале Первой мировой войны Италия объявила о своём нейтралитете, что было неожиданно для Германии и серьёзно нарушило её планы. В 1915 году Италия вышла из Тройственного союза и вступила в войну на стороне его противников.
Уже в ходе войны к Германии и Австро-Венгрии присоединились Османская империя — в октябре 1914, и Болгария — в октябре 1915 года.

## Члены
В скобках указана дата вступления в войну и дата выхода из войны
- Германская империя (с 1 августа 1914 до 11 ноября 1918)
- Австро-Венгрия (с 28 июля 1914 до 4 ноября 1918)
- Османская империя (с 29 октября 1914 до 30 октября 1918)
- Болгарское царство (с 14 октября 1915 до 29 сентября 1918)

## Оккупированные и аннексированные территории
В ходе войны страны альянса смогли захватить некоторые территории стран-Союзников, устанавливая частичный либо полный контроль над оккупированной территорией. Оккупация преследовала две основные цели. Первая заключалась в том, чтобы гарантировать общественный порядок за линией фронта и тем самым устранить затруднения для военных операций, а также пресечь шпионаж и действия так называемых вольных стрелков — вооруженных групп, состоявших из гражданских лиц и солдат, ставших кошмаром для немцев. Подобный страх перед вооруженными гражданскими лицами и ополчениями обусловил поведение австро-венгерской армии во время войны против Сербии. Второй целью было гарантировать экономическую, производственную и коммерческую деятельность, используя все необходимые меры для снабжения войск и поддержания приемлемого уровня жизни населения. Таким образом, содержание войск и гражданского населения на оккупированных территориях не создавало бы нагрузки на экономику страны. Наконец, оккупированные территории должны были снабжать оккупировавшую страну продовольствием, сырьем и рабочей силой, которых было очень мало, особенно в Германии.

### Австро-Венгрия

#### Албания
С началом Первой мировой войны албанский князь Вильгельм Вид, немец по происхождению, бежал из страны в Германию, а сама Албания, несмотря на объявленный нейтралитет, была оккупирована войсками Антанты (Италией, Сербией, Черногорией). Однако уже к январю 1916 года значительная часть Албании (Северная и Центральная Албания) была занята австро-венгерскими войсками. На занятых территориях, при поддержке австро-венгерских властей, из албанских добровольцев был создан Албанский легион — воинское формирование, состоявшее из девяти пехотных батальонов и насчитывавшее в своих рядах до 6000 бойцов.
Планы по созданию гражданской оккупационной администрации так и не были реализованы; территория была малопригодной и малонаселенной. Поэтому она была оставлена под непосредственным управлением XIX Вооруженного корпуса; эта ситуация оставалась неизменной до конца конфликта. Военные власти вели себя довольно уважительно по отношению к гражданскому населению. Более того, Албания была признана дружественным государством, были ограничены репрессии и эксплуатации.

#### Италия
Оккупация началась в ноябре 1917 года после итальянского поражения в битве при Капоретто. Оккупированная территория занимала около 15 000 квадратных километров, на ней оставалось 900 000 гражданских лиц, в то время как на другом берегу реки Пьяве находилось 230 000 беженцев. Среди беженцев выделялись представители правящих классов, мэры и администраторы. Духовенство, за редким исключением, осталось на оккупированных землях. Эти две разные тенденции вызвали ожесточенные споры: одна группа обвиняла другую в нелояльности, а временные администраторы и оставшиеся священники с гордостью заявляли, что они не сбежали.
Оккупанты принялись грабить и растрачивать ресурсы. В середине ноября 1917 года оккупационные власти вмешались, чтобы остановить грабеж. Венские власти не были готовы к захвату такой огромной территории, поэтому не было никаких планов по рациональному использованию. В декабре 1917 года германские и австро-венгерские военные подписали соглашение: войска на оккупированной территории (почти 1 миллион солдат) должны были полагаться исключительно на ресурсы из захваченных районов. Кроме того, все неиспользованные продукты будут принудительно изъяты и поделены поровну между Австрией, Венгрией и Германией.
В начале 1918 года, когда война подходила к концу, была введена прагматичная политика: оккупированная территория будет управляться непосредственно военными командованиями, которые постараются максимально использовать местный административный аппарат. Для этого были созданы советы, состоящие из представителей местной элиты или священников. Это были добровольные коллаборационисты, чьим главным интересом было поддержать просьбы военных, чтобы уменьшить бремя оккупации. Несмотря на противоречия, вызванные появлением беженцев в Италии, открытого сотрудничества не было.
Уровень смертности вырос с примерно 20 процентов в довоенный период до 74 процентов в Венеции и 51 процента в Беллуно в 1918 году. Гражданское население, тем не менее, вело себя покорно. Итальянские шпионы редко получали помощь.

#### Королевство Сербия
Первая частичная оккупация была недолгой, так как сербская армия одержала победу в колубарской битве в конце 1914 года, но вторая продолжалась с осени 1915 года до конца войны. Австро-венгерская оккупационная зона в Сербии охватывала наибольшую долю территории Сербии и была организована в форме Военной губернии по образцу австро-венгерской оккупации части Польши. Оккупанты не пришли к четкому решению о том, что делать с сербской территорией в послевоенный период, что породило значительные трения между австро-венгерскими и немецкими интересами на Балканах, затем между австрийскими и венгерскими интересами и, наконец, между военными и гражданскими властями. На протяжении всей оккупации Сербия подвергалась безжалостной экономической эксплуатации, и её население сильно пострадало от широкомасштабных репрессий (включая депортации, интернирование и лишение гражданства) со стороны оккупационного режима.

#### Королевство Черногория
В отличие от соседней Сербии, где большинство населения и правящий класс враждебно относились к оккупантам, правительство Черногории было готово к сотрудничеству. По настоянию командующего армией, генерала Франц Конрад фон Хётцендорф, 1 марта 1916 года в Цетине было создано военное правительство. В последующие годы австро-венгерский военный аппарат поддерживал значительное спокойствие в Черногории, хотя условия жизни ухудшались.

#### Румыния
Румыния вступила в войну летом 1916 года против Центральных империй, движимая желанием укрепить национальное единство путем аннексии Трансильвании. Однако плохо организованная румынская армия потерпела поражение от Германии, Австро-Венгрии и Болгарии. Оккупация началась в декабре 1916 года, когда правительство покинуло Бухарест в поисках убежища в Молдавии; две трети её территории были оккупированы.
Румынская оккупационная политика характеризовалась тем, что австрийцы опасались немецкого военного и экономического превосходства.

#### Царство Польское
На оккупированных территориях после первоначальной попытки создать гражданскую администрацию было создано генерал-губернаторство Люблин (первоначально со штаб-квартирой в Кельце). Генерал-губернаторство имело меньшую автономию по отношению к Вене, по сравнению с немецкой оккупации Польши. Примерно 6 миллионов человек проживали на австро-венгерской оккупации Польши.

### Германия

#### Мореснет
4 августа 1914 года территория была оккупирована германскими войсками, а в 1915 году вошла в состав Рейнской области. Мореснет был освобожден только после войны и вошёл в состав Бельгии.

#### Люксембург
Оккупация Люксембурга началась с германского вторжения 1 августа 1914 года и продолжалась до 21 ноября 1918 года, когда первые союзные войска прибыли в Люксембург. Немцам нужно было сохранить оккупацию Люксембурга по трем стратегическим причинам:
1. гарантировать безопасность крепости Диденхофен.
2. использовать свои позиции на юге Люксембурга для артиллерийского обстрела французской Лотарингии
3. использовать железные дороги, ведущие в Бельгию и Францию

#### Бельгия
Большая часть Бельгии была захвачена в августе 1914 года, на оккупированной территории было создано Генерал-губернаторство Бельгия во главе с военным губернатором. Генерал-губернатор не только отвечал за управление оккупированной территорией во время войны, но он также должен был заложить основу для послевоенного порядка, который бы тесно и навсегда связал Бельгию с империей.

#### Французская республика
Немецкие войска оккупировали десять департаментов северо-восточной Франции на границе с Бельгией (3,7 % территории метрополии), второй по значимости промышленный регион, население которого превышало 2,3 миллиона жителей. Самым большим отличием от Бельгии было то, что на оккупированной территории действовал статус «военного тылового района»: она напрямую управлялась командирами немецкой армии, направленными на фронт. Здесь не было промежуточного немецкого гражданского административного аппарата, что означало, что у местных чиновников были связаны руки. Оккупационный режим в целом был намного жестче, чем в Бельгии.
Наиболее острой проблемой было внешнее снабжение населения товарами. В марте 1915 года был создан Комитет, который зависел от бельгийского. Из Брюсселя поступали продукты питания, но их было недостаточно. Французы постоянно жили на грани голода. В сельской местности можно было восполнить дефицит, но у городского населения такой возможности не было. Даже чёрный рынок не мог процветать, поскольку распределение продуктов питания жестко контролировалось. Террористический режим, установленный армией, не оставлял места для сотрудничества с мэрами и местной элитой; более того, он вызвал широко распространенное пассивное сопротивление, вдохновлённое патриотизмом и часто возглавляемое священниками. Многие подверглись депортации и суровому тюремному заключению.

#### Румыния
Румыния вступила в войну летом 1916 года против Центральных империй, движимая желанием укрепить национальное единство путем аннексии Трансильвании. Однако плохо организованная румынская армия потерпела поражение от Германии, Австро-Венгрии и Болгарии. Оккупация началась в декабре 1916 года, когда правительство покинуло Бухарест в поисках убежища в Молдавии; две трети её территории были оккупированы. Немецкие власти ввели систему фиксированных цен, установленных в начале сбора урожая, чтобы стимулировать производительность и тем самым увеличить запасы. Они предназначались сначала для войск, как и на других оккупированных территориях, а затем на экспорт. В дополнение к ценовым стимулам военные создали систему контроля. Однако из-за уменьшения количества солдат для контроля им приходилось полагаться на добрую волю производителей.
В мемуарах немецких оккупационных солдат представлялась идиллическая картина отношений между жителями деревень и военными гарнизонами. Это не соответствует действительности. Самой серьёзной проблемой была нехватка рабочей силы для сельскохозяйственных работ. Для решения этой проблемы прибегали к помощи русских пленных и местных наемных рабочих. Военные власти часто организовывали принудительные массовые вербовки. Особенно жестокими были методы вербовки рабочей силы вдоль фронта. В любом случае, количество собранного зерна в 1918 году было выше, чем в предыдущем году, и не намного ниже довоенного уровня. Немецкие власти не доверяли австро-венгерской оккупационной власти и подозревали, что претензии союзника скрывали желание взять под контроль оккупированную территорию после войны.

#### Королевство Сербия
В декабре 1915 года Германия получила контроль над железными дорогами, шахтами и сельскохозяйственными ресурсами в районе к востоку от Великой Моравы, Южной Моравы и Вардарского региона в обмен на поддержку Болгарии. На этих территориях, формально входивших в болгарскую оккупационную зону, была создана немецкая оккупационная зона. Эта территория находилась под командованием «11th Etappen-Inspection», базировавшейся в Нише. Начиная с осени 1916 года немецкое 7-е военное железнодорожное управление контролировало железную дорогу до греческой границы и железнодорожную линию Ниш-София. Немецкий штаб и командование были размещены в Скопье. Командование немецких оперативных групп на Салоникском фронте находилось в Прилепе, а региональные командования располагались в Лесковаце, Предяне, Вранье, Буковаце, Куманово, Катланово и Велесе.

#### Португальская Восточная Африка
К ноябрю 1917 года силы Пауля Эмиля фон Леттов-Форбека сильно истощились, а боеприпасы были на исходе. Губернатор Генрих Шнее выступал за капитуляцию. Вместо этого фон Пауль Леттов-Форбек отобрал наиболее боеспособных из своих сил, разделил их на мобильные колонны и вторгся в Португальскую Восточную Африку. Хотя Португалия объявила войну Германии и направила экспедиционные силы в Африку, её колония была плохо защищена. Португальская администрация была непопулярна. Широкомасштабное восстание Макомбе вспыхнуло в марте 1917 года и было жестоко подавлено к концу года. Многие португальские войска заболели. Быстро движущиеся немецкие колонны смогли захватить новое оружие и боеприпасы, в то время как британцы и португальцы не смогли предугадать меняющиеся направления движения немцев. В сентябре 1918 года Леттов-Форбек снова вошел в немецкую колонию и повернул на запад, в Северную Родезию. Там он окончательно капитулировал, узнав о перемирии в Европе.

#### Португальская Западная Африка
Ещё до того, как Германия объявила войну Португалии, между ними были боевые действия в Португальской Анголе: немецкие войска смогли взять регион Хумбе и удерживать его до 1915 года.

#### Территории Российской империи

##### Царство Польское
Немецкое наступление на Восточном фронте весной 1915 года взяло под свой контроль польскую территорию. Во время этой хаотической фазы происходили огромные вынужденные перемещения населения. На территории было создано генерал-губернаторство Варшава. В Берлине сторонники «мягкой» линии, направленной на завоевание доверия населения, столкнулись со сторонниками аннексии, представленными пангерманистским движением. Военный губернатор Ганс фон Беселер поддерживал первую позицию и пытался завоевать доверие населения, например, восстановив систему образования и вновь открыв Варшавский университет в ноябре 1915 года. Вторая группа требовала пограничной полосы с будущим польским государством, в которой должны были поселиться немецкие колонисты; этот аспект напоминает национал-социалистический Генеральный план Ост, но без расового оттенка.

##### Северо-западные губернии
Отбив первое русское нападение летом 1914 года, немецкие войска под командованием Гинденбурга провели победоносную атаку, в результате которой с мая по август 1915 года были захвачены Литва и большая часть русской Польши. Оккупированная территория площадью более 100 000 квадратных километров была подчинена военной администрации под личным контролем генерала Людендорфа, заместителя Гинденбурга. Это была огромная территория, населенная множеством народов, которые оккупационные войска считали неполноценными: литовцы, латыши, русины, евреи, поляки, а также татары и мусульмане — ситуация, которая «тревожила немцев». Гражданское население составляло около 3 миллионов человек, в основном женщины, дети и старики, как и в других местах.
Управление осуществлялось огромным бюрократическим аппаратом, состоящим из более чем 18 000 прусских чиновников. Планировалась колонизация региона и присоединение его к Германии. Однако управление территорией оказалось не эффективным — прусская бюрократия привела к «административному хаосу внутри». Организация ресурсов была неудачной и не учитывала жизненные потребности жителей. Принудительный набор рабочих был очень жестким, но результаты оказались ниже ожидаемых. Культурная политика наталкивалась на препятствия взаимного непонимания. Даже политика здравоохранения, проводимая оккупационными властями, одержимыми страхом эпидемий, превратилась в неэффективную «биологическую войну».

##### Эстляндская губерния
В ходе боёв 11-21 октября 1917 года немцы заняли Моонзундский архипелаг, в состав которого входили острова Эзель, Даго и Моон. С целью склонить правительство большевиков к подписанию Брест-Литовского сепаратного мирного договора, 18 февраля 1918 года германцы высадились в материковой части Эстонии и 21 февраля взяли Хаапсалу (Гапсаль). 22 февраля в их руках уже находились Валга (Валк), Пярну (Пернов) и Вильянди (Феллин), 24 февраля — Тарту (Дерпт). 25 февраля немецкие войска заняли Таллин, последним городом, занятым германцами, стала Нарва, оккупированная 4 марта, в результате чего республика, провозглашённая 24 февраля 1918 года, и власть красногвардейцев были ликвидированы.

### Болгария

#### Королевство Сербия
На занятых территориях к востоку от реки Моравы болгарские власти создали генерал-губернаторство Поморавье с центром в городе Ниш, а в Вардарской Македонии — Македонское генерал-губернаторство. При этом в Македонии часть жителей встречала болгарских солдат как освободителей. Оккупационными силами был установлен жесточайший режим, а местное мужское население использовалось на принудительных работах в Болгарии.

#### Албания
Албанские национальные активисты стремились найти средства для сотрудничества с болгарами, но это оказалось нелегкой задачей. Внутреннее несогласие албанской политической элиты, изменчивое отношение болгарских политиков к албанскому вопросу и неблагоприятное развитие конфликта препятствовали возможности осуществления эффективного сотрудничества.

#### Греция
Болгарская оккупация греческой Восточной Македонии началась в августе 1916 года. После вступления Греции в войну в июне 1917 года условия резко ухудшились; почти 40 000 греческих мужчин в возрасте от 15 до 70 лет (и даже некоторые женщины) были отправлены в трудовые лагеря в Болгарии и в болгарскую оккупацию Сербской Македонии. Было похищено около 500 детей, многие из которых так и не были возвращены после войны. По данным Межсоюзнической комиссии, расследовавшей оккупацию в 1919 году, 14 % гражданского населения из 305 000 человек умерло от голода и болезней или в трудовых лагерях.

#### Румыния
Во время триумфального вступления вражеских войск в Бухарест болгарские солдаты произвели на местных жителей удручающее впечатление: их было мало, но они выделялись. Среди войск, оккупировавших части Румынии во время войны, болгары имели наихудший имидж, даже если их военное присутствие было географически ограниченным.

### Османская империя

#### Северо-западный Иран
Ситуация в Иране резко изменилась в ноябре 1914 года. Османская империя вступила в войну на стороне Центральных держав, и турецкие войска оккупировали большую часть северо-западного Ирана в январе 1915 года.

## Повстанческие движения

### Сенуситы
Мусульманский суфийский религиозно-политический орден Санусия начал боевые действия против итальянских колонизаторов в Ливии ещё в 1911 году. Наткнувшись на сильное сопротивление сенуситов, итальянцы не добились больших успехов — к 1914 году они контролировали лишь побережье, а максимальной точкой продвижения экспедиционного корпуса вглубь страны был город Мурзук. С началом Первой мировой войны сенуситы получили новых союзников в борьбе против колонизаторов — Османскую и Германскую империи, с чьей помощью к концу 1916 года Сенусия выбила итальянцев с территории всей Киренаики и большей части Триполитании. Однако ценой такого союза стала необходимость вести войну на два фронта — в декабре 1915 года сенуситские отряды вторглись в Британский Египет, где потерпели сокрушительное поражение.

### Дарфурский султанат
К началу Первой мировой войны Дарфурский султанат находился под протекторатом Великобритании, однако в произошедшем незадолго до Первой мировой войны франко-дарфурском конфликте британцы отказали Дарфуру в помощи, не пожелав портить свои отношения с союзником по Антанте. Результатом подобных действий стало то, что 14 апреля 1915 года султан официально провозгласил независимость Дарфура. Дарфурский султан Али Динар данным своим шагом рассчитывал заполучить поддержку только что вступившей в войну Османской империи, также он надеялся на помощь арабских племен Кордофана и суфийского ордена Сенусия, с которым у султаната установился крепкий союз. В ответ на эти действия в марте 1916 года в Дарфур вторгся двухтысячный англо-египетский корпус, в результате действий которого армия султаната потерпела ряд поражений, после чего им была занята столица султаната. Али Динар продолжал партизанскую войну против англичан ещё полгода — до своей смерти 6 ноября 1916 года. После подавления последних очагов сопротивления в январе 1917 года было официально объявлено о присоединении Дарфурского султаната к Судану.

### Государство дервишей
Саид Мохаммед Абдилле Хасан — лидер религиозного братства Салихия в 1897 году начал борьбу против британского и итальянского Сомали. Во время Первой мировой войны его поддержала Германская и Османская империи, однако их поддержка носила незначительный характер, а сам Хасан считал себя самостоятельной стороной в конфликте.

### Внутренняя македонско-одринская революционная организация
Ещё до вступления Болгарии в войну, в октябре 1914 года, члены Внутренней македонско-одринской революционной организации, которые с разрешения болгарского правительства имели базы на территории Болгарии, начали подрывную деятельность на территории сербской Вардарской Македонии. Действия македонских повстанцев получили одобрение и поддержку Германии и Австро-Венгрии. В том же месяце лидер ВМОРО Александр Протогеров посетил Вену по приглашению министра иностранных дел Австро-Венгрии Берхтольда. Со стороны Центральных держав был выдвинут план создания на территории сербской Македонии сети боевых групп ВМОРО общей численностью более 25 000 человек. В свою очередь, к 1915 году македонские боевики активизировали свои действия и начали координировать свои действия с войсками Центральных держав. Так, произошедшее в апреле 1915 года нападение отряда турок и боевиков ВМОРО на силы сербских полицейских, охранявших железную дорогу в районе села Валандово, вызвавшее официальный протест в адрес Болгарии со стороны Сербии и стран Антанты, являлось фактически попыткой Австрии и Германии подтолкнуть Болгарию к столкновению с Сербией.

### Южно-Африканская Республика
В противоположность к Южно-Африканскому Союзу, вступившему в войну на стороне Союзников, бурские повстанцы в 1914 году восстановили Южно-Африканскую Республику и участвовали в восстании Марица. Германия оказала помощь повстанцам, бурские коммандо действовали в немецкой колонии Юго-Западная Африка и из неё. Повстанцы были в конечном счете побеждены имперскими британскими войсками.

### Конфедерация Амарцигов
Центральные державы поддерживали восставшие берберские племена во Французском Марокко для отвлечения внимания и ресурсов от Западного фронта

### Ирландская Республика
В ходе пасхального восстания в Дублине 24 апреля 1916 года была провозглашена независимость Ирландской Республики.

### Свободная Индия
Индийские революционеры смогли лишь создать временное правительство «Свободной Индии» в соседнем Афганистане. Германский фактор был решающим. У них не было собственных вооруженных сил, и они надеялись на поддержку со стороны пуштунских племен на северо-западе Британской Индии.

## Марионеточные и вассальные государства

### Эмират Джебель-Шаммар
Эмират Джебель-Шаммар находился в вассальной зависимости от Османской империи с 1876 года и к началу Первой мировой войны был основным союзником Османской империи на Аравийском полуострове. После начала мировой войны, в 1915 году, против Джебель-Шаммара выступил поддерживаемый англичанами эмир Неджда Абдул-Азиз ибн Сауд, однако основная битва между войсками Джебель-Шаммара и Неджда, проходившая близ колодца Джираба, закончилась для недждского эмира ничем.

### Украинская Народная РеспубликаиУкраинская держава
Украинская Народная Республика была провозглашена 10 (23) июня 1917 года как автономия 9 (22) января 1918 года она провозгласила независимость. 9 февраля 1918 года между Украинской Народной Республикой и Центральными державами был подписан мирный договор. 18 февраля того же года УНР заключила военную конвенцию с Австро-Венгрией и Германией, согласно которой 27 февраля их войска начали совместное наступление против сил Советской России, по результатам которого 12 июня 1918 года между Украиной и Советской Россией был заключён прелиминарный мирный договор. С апреля по май 1918 года немецкие, австро-венгерские и украинские войска с боями разоружили польские корпуса — к тому моменту последние лояльные Антанте силы на территории Украины. 29 апреля 1918 года германское командование непосредственно поддержало государственный переворот, следствием которого стало устранение Центральной Рады УНР и провозглашение Украинской державы во главе с гетманом Павлом Скоропадским.

### Азербайджанская Демократическая Республика
Азербайджанская Демократическая Республика была провозглашена 28 мая 1918 года. 4 июня того же года Османская империя и АДР заключили договор «О мире и дружбе», согласно которому первая обязывалась «оказывать помощь вооружённой силой правительству Азербайджанской Республики, буде таковая потребуется для обеспечения порядка и безопасности в стране». 6 июня 1918 года вооружённые формирования Бакинского Совета народных комиссаров начали наступление на Елизаветполь, где размещалось правительство АДР, что стало поводом для обращения АДР за военной помощью к Османской империи. В результате начавшегося османско-азербайджанского наступления, войска большевиков были разбиты. Следствием данного наступления стало то, что 25 июля 1918 года на чрезвычайном заседании Бакинского Совета оппоненты большевистского правительства провели большинством голосов резолюцию «О приглашении в Баку англичан и образовании власти из представителей всех социалистических партий», однако вмешательство английских войск не смогло повлиять на ход событий — 15 сентября турецко-азербайджанская армия заняла Баку.

### Королевство Финляндия
- Егеря Финляндии

### Всевеликое войско Донское
С 1 по 8 мая 1918 года в Ростове полностью отсутствовала всякая политическая власть. Единственным органом власти в тот момент было городское Самоуправление, восстановившееся в прежнем виде сразу после бегства большевиков. Во главе Самоуправления стоял предпоследний Городской глава Ростова-на-Дону П.С. Петренко.
8 мая после обстрелов Ростова-на-Дону германская армия вошла в город. Также до этого 1 мая Таганрог был занят немцами. Советское руководство вынуждено было признать данную оккупацию законной.
Донская Республика при поддержке немцев была официально провозглашена Кругом спасения Дона 18 мая 1918 года. Пётр Краснов, выбранный на круге спасения Дона атаманом Всевеликого Войска Донского, стал на путь сотрудничества с Германскими оккупационными властями. Германские власти признали правительство Краснова на Дону и начали поставку вооружений в обмен на продовольствие. По соглашению с Германией, Дон получил 11 тыс. винтовок, 44 орудия, 88 пулемётов, 100 тысяч снарядов и около десяти миллионов патронов. Немцы практически не вмешивались во внутренние дела оккупированных территорий. В городах и станицах действовали местные органы власти — от станичных правлений до городских дум и градоначальства.
Однако всё это утратило силу после подписания 11 ноября Компьенского перемирия. После ухода немцев в Ростове и Нахичевани прочно обосновалась Добровольческая армия Деникина.
Последние германские воинские части покинули Ростов в начале декабря.

### Крымское краевое правительство
Крымское краевое правительство, созданное 25 июня 1918 года, было государством-марионеткой Германии. И Центральная Рада, и правительство гетмана Скоропадского стремились к включению Крыма в состав Украины. Германии же было бесспорно выгодно существование двух вассальных режимов на Юге бывшей Российской Империи — Скоропадского и Сулькевича. Как следствие, Берлин запугивал Сулькевича угрозой превращения Крыма в часть Украины — так было легче держать Крым в узде; Скоропадского же успокаивали в том духе, что скоро все территориальные притязания Украины будут удовлетворены.

### Белорусская народная республика
Белорусская народная республика, созданная 9 марта 1918 года, являлась государством-марионеткой Германии. Демократическая Республика никогда не имела власти над всей территорией Беларуси. В 1919 году она сосуществовала с альтернативным коммунистическим правительством Беларуси (Социалистической Советской Республикой Белоруссия).
В настоящее время правительство в изгнании, Рада (Совет) Белорусской Народной Республики, является старейшим все ещё действующим правительством в изгнании.

### Королевство Польское
Королевство Польское, провозглашенное в 1916 году и созданное 14 января 1917 года, было государством-марионеткой Германии. Это правительство было признано императорами Германии и Австро-Венгрии в ноябре 1916 года, и оно приняло конституцию в 1917 году. Решение о создании Польского государства было принято Германией, чтобы попытаться узаконить свою военную оккупацию среди польских жителей, следуя немецкой пропаганде, направленной польским жителям в 1915 году, о том, что немецкие солдаты прибывают как освободители, чтобы освободить Польшу от порабощения Россией. Правительство Германии использовало польское марионеточное государство наряду с карательными угрозами, чтобы побудить польских землевладельцев, проживающих на оккупированных немцами территориях Прибалтики, продать свою прибалтийскую собственность немцам в обмен на переезд в Польшу. Были предприняты усилия, чтобы спровоцировать аналогичную эмиграцию поляков из Пруссии в Королевство Польское.

## Дружественные страны
Некоторые нейтральные страны выразили поддержку Центральным державам в войне, также рассматривался вопрос приглашения некоторых из этих стран в альянс.

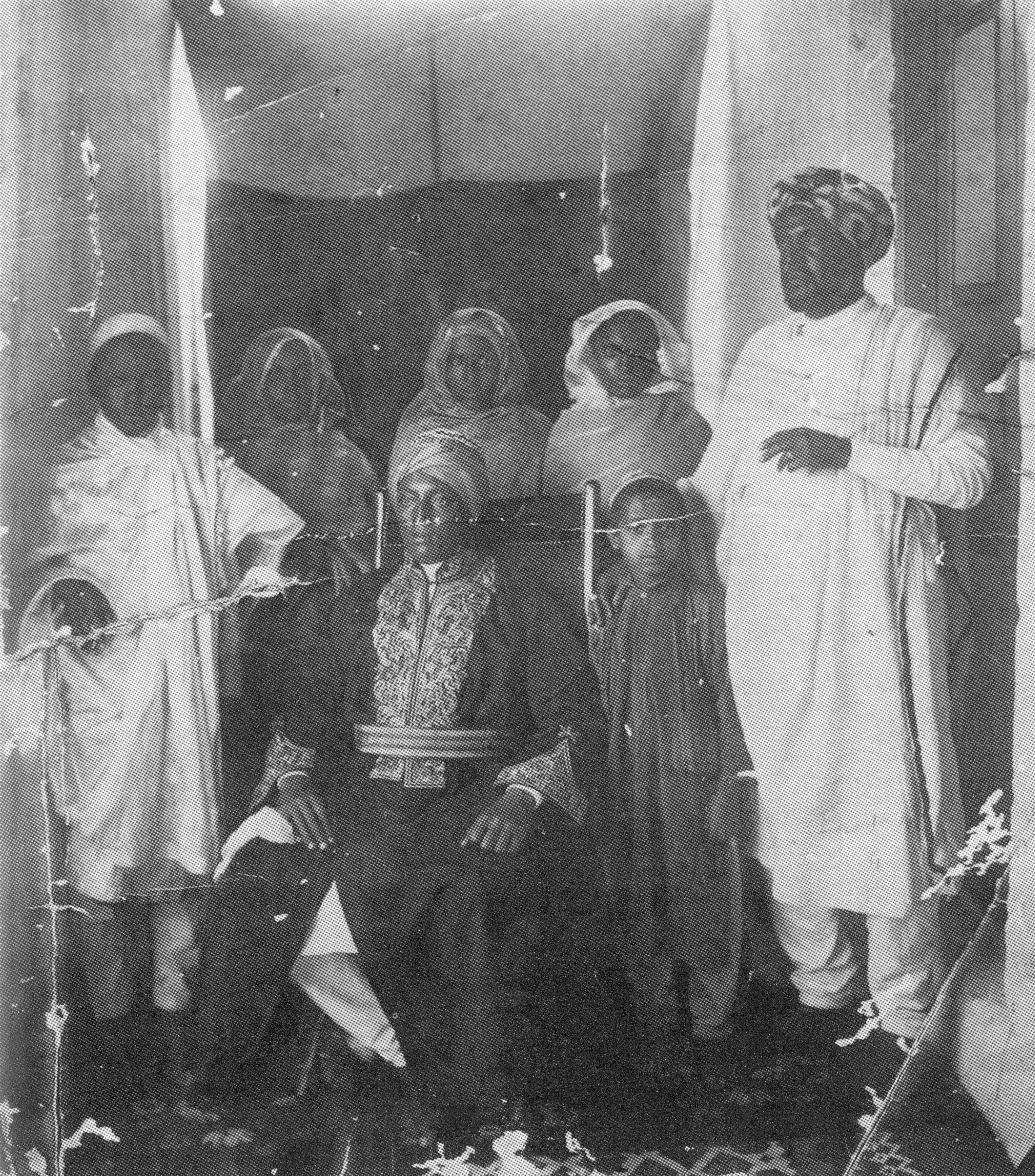
Иясу, изображённый в тюрбане

### Эфиопская империя (1915—1916)
Эфиопская империя официально являлась нейтральной во время Первой мировой войны, но в период с 1915 по 1916 год страны Антанты заподозрили в симпатиях к Центральным державам. В то время Эфиопия наряду с Либерией была одним из немногих независимых государств в Африке. Её правитель, Иясу V, широко подозревался в том, что питал происламские настроения и симпатизировал Османской империи. Германская империя также попыталась связаться с Иясу, отправив несколько неудачных экспедиций в регион, чтобы попытаться побудить его к сотрудничеству для атаки Итальянских колоний, граничащих с Эфиопией. Одну из неудачных экспедиций возглавил Лео Фробениус, знаменитый этнограф и личный друг кайзера Вильгельма II. По указанию Иясу Эфиопия, вероятно, поставляла оружие мусульманским дервишам во время восстания в Сомали с 1915 по 1916 год, косвенно помогая делу Центральных держав.
Опасаясь растущего влияния Иясу и боясь вступления в войну, христианская знать Эфиопии при поддержке Антанты в 1915 году устроила заговор против Иясу. Он был сначала отлучен от церкви эфиопским патриархом и в конечном итоге свергнут в результате государственного переворота 27 сентября 1916 года. На трон был возведен менее проосманский регент Хайле Селассие.

### Лихтенштейн
Когда началась Первая мировая война, население, государственные и церковные органы, две государственные газеты и Княжеский дом поддержали Центральные державы и особенно Австро-Венгрию, с которой с 1852 года существовал таможенный союз. Несколько лихтенштейнцев пошли добровольцами в немецкую и австрийскую армии, некоторые из них несли службу недолго, другие — всю войну. Кроме того, несколько членов Дома Лихтенштейна боролись за Австро-Венгрию. Принц Генрих, дядя Франца Иосифа II, скончался 16 августа 1915 года от ран, полученных на войне, но при этом власти Лихтенштейна указали, что павший принц был австрийским генералом и никоим образом не являлся представителем княжества. Страна также оказалась в экономической блокаде Антанты, что вызвало рост инфляции и безработицы.

### Мексика
В 1915 году Германия обратила свое внимание на нарушение трансатлантических линий снабжения союзников. Перед немецкой разведкой была поставлена задача саботировать оборонную промышленность США, спровоцировать войну между Мексикой и США и нарушить морскую торговлю с Европой. Тайная дипломатия и пропаганда были направлены на то, чтобы повлиять на американские республики, чтобы они сохраняли нейтралитет и проводили прогерманскую политику.
Разжигание войны между Мексикой и США помогло бы отвлечь американское внимание от Европы. Отношения Мексики и США уже были нестабильными после семимесячной американской оккупация Веракруса, завершившейся в ноябре 1914 года. Венустиано Карранса, глава Мексиканского государства, проводил прогерманскую политику ещё до того, как весной 1916 года испортились отношения между Каррансой и президентом США Вудро Вильсоном. Ранее в том же году Карранса принял секретное предложение о передаче ему на службу тридцати двух немецких офицеров. К лету 1916 года немецкие военные и разведывательные советники были рассредоточены по всей Мексике.
В конце 1916 года посол Каррансы в Берлине тайно предложил министру иностранных дел Германии Артуру Циммерману пакт, который предусматривал модернизацию мексиканской армии с помощью немецкого оружия и инструкторов, расширение мексиканского флота, строительство заводов по производству боеприпасов и станции радиосвязи для связи между двумя столицами. Тем временем немецкие агенты в Мексике разведывали потенциальные объекты, которые могли бы помочь в подводной войне. В телеграмме Циммермана от 19 января 1917 года предлагалось заключить союз между Мексикой, Японией и Германией, но она была перехвачена британской разведкой, что привело к американскому объявлению войны Германии 6 апреля 1917 года. Сама Мексика заявила о своём нейтралитете.

## Попытки разобщения антигерманской коалиции

### Японская империя
После ряда поражений Антанты, Японская империя начала проявлять явные признаки колебаний в своей верности союзным державам, в японской прессе начали критиковать англо-японский союз. Ряд прогерманских военных лидеров, а также некоторые японские интеллектуалы стали высказываться в пользу формирования германо-японского союза. Пауль фон Хинц, посол в Мексике, начал думать о возможности убедить Японию покинуть сторону Антанты, рассуждая о том, что Япония станет отличным союзником для Германии и таким действием сдержит как Россию, так и Соединенные Штаты. Его идеи были хорошо приняты в Берлине, и в конце 1914 года он был назначен послом Германии в Китае с инструкциями обратиться к Японии по поводу возможного сепаратного мира. В официальных беседах с японским послом в Китае заявил, что он озвучил позицию кайзера, предлагая Японии мирный договор. Он сказал, что Германия позволила бы Японии сохранить не только Циндао, но и острова Тихого океана, и была бы готова предоставить Японии гораздо большую свободу действий в Китае, чем японские союзники. Германия может даже пойти на то, чтобы финансировать дальнейшую экспансию Японии в Китае. Этот случай был лишь частью общих немецких попыток выбить Японию из альянса.
Следующие переговоры проходили в 1915—1916 годах в Стокгольме с японским послом Усидой, поскольку были известны его симпатии к Центральным державам. Там уже зашла речь о присоединении России к переговорам, и формировании трехстороннего японо-российско-германского союза. С одной стороны, вступая в тайные переговоры с немцами, японцы, скорее всего, были заинтересованы в сделке с Берлином по поводу сохранения за собой оккупированных немецких территорий и обеспечении себе свободы действий в Китае. С другой стороны, возможно, японцы хотели лишь получить предложения от Германии, чтобы потом сообщить о намерениях немцев своим союзникам, прежде всего британцам, чтобы повысить своё послевоенное влияние. В конечном счете, переговоры провалились, а Япония заявила, что «японское правительство не намерено начинать дискуссии о сепаратном мире с германским правительством. Если немцы искренне расположены сделать предложения о заключении мира, то такие предложения должны быть адресованы правительствам Британии, Франции и России».
В 1917 году в Телеграмме Циммермана предлагалось заключение союза между Мексикой, Японией и Германией. Позже Япония опубликовала заявление о том, что она не заинтересована в этом.

## Конец блока

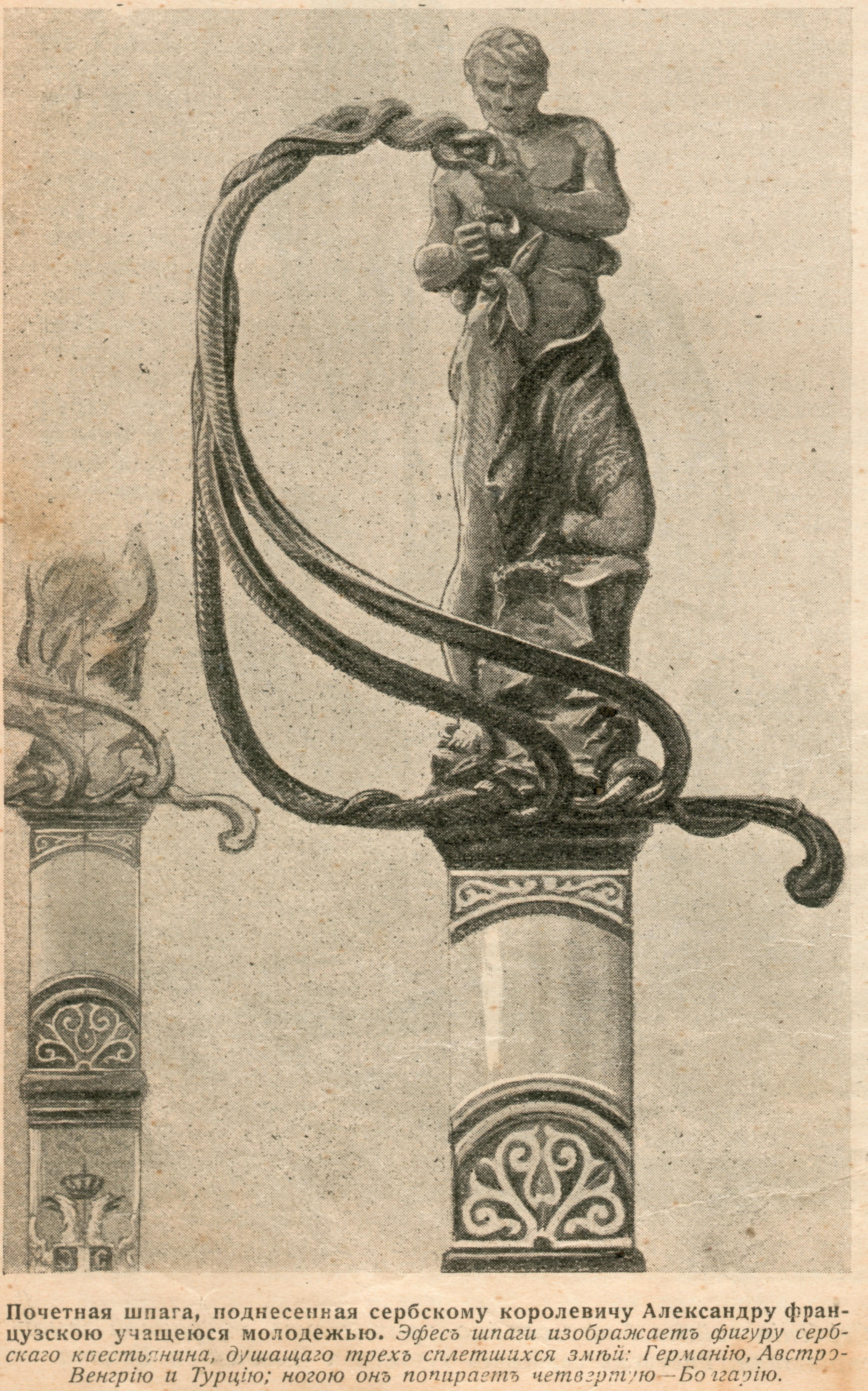
Шпага сербского королевича Александра Карагеоргиевича. Крестьянин душит трёх змей центральных держав: Германию, Австро-Венгрию и Турцию, ногой попирает четвёртую — Болгарию. ПМВ, 1916

Блок Центральных держав прекратил своё существование с поражением в Первой мировой войне осенью 1918 года. При подписании перемирия все они вынуждены были безоговорочно принять условия победителей. Австро-Венгрия и Османская империя в результате войны распались. Государства, созданные на территории бывшей Российской империи при содействии блока Центральных держав, были вынуждены искать поддержки у стран Антанты. Польша, Литва, Латвия, Эстония и Финляндия сохранили независимость, остальные после установления большевистского режима вошли в Советский Союз.

## Альтернативная история
Сценарий победы Центральных держав в Первой мировой войне является популярной темой в жанре альтернативной истории. Например, в популярном моде Kaiserreich: Legacy of the Weltkrieg для стратегической игры Hearts of Iron IV реализован именно такой ход событий.